# Сюлейманкьойски надпис
| Сюлейманкьойски надпис, Национален археологически институт с музей, София. |
| Сюлейманкьойски надпис, Национален археологически институт с музей, София. |

Сюлейманкьойският надпис е български епиграфски паметник от времето на кан Омуртаг. Намерен е при село Сечище, Новопазарско (бивше Сюлейманкьой). Надписът съдържа условия на 30-годишния мирен договор между България и Византия, сключен през 815 г. между кан Омуртаг и византийския император Лъв V Арменец.

## История
Издълбан е през IX век върху разцепена на 2 части мраморна колона, висока 1,45 м, с отчупен горен и долен край. Надписът е на гръцки език с гръцки букви.
Камъкът на който е врязан надписът е намерен при чешмата Сатма чешмеси до село днешното новопазарско село Сечище според местното предание е донесен от развалините на двореца в Плиска.
Вероятно колони с подобни мирни или други договори са стояли в българската столица и са образували особен вид държавен архив на открито.
Сега се съхранява в Археологическия музей в София.